# Чхениши
Чхениши (груз. ჩხენიში) — село в Грузии, в муниципалитете Самтредиа (община Набакеви).
Расположено в Имеретинской низменности, на левой стороне реки Цхенисцкали, в 10 км от города Самтредиа.
По данным переписи населения 2014 года в селе 553 жителей.

## Достопримечательности
Средневековая церковь Святого Георгия.

## Известные жители
30 июля (11 августа) 1890 года родился выдающийся грузинский советский учёный-математик Андрей Размадзе (1890—1929).